# Эвангелиста, Фернандо
Ферна́ндо Эвангели́ста Игле́сиас (исп. Fernando Evangelista Iglesias; родился 21 октября 1991 года, Санта-Роса, Аргентина) — аргентинский футболист, защитник клуба «Сьенсиано».

## Биография
Эвангелиста — воспитанник клуба «Бока Хуниорс». 25 августа 2012 года в матче против «Унион Санта-Фе» он дебютировал в аргентинской Примере. Летом 2013 года для получения игровой практики Фернандо на правах аренды перешёл в «Унион Санта-Фе». 17 августа в матче против «Тальерес» из Кордовы он дебютировал в Примере B.
Летом 2014 года Фернандо на правах аренды присоединился к «Атлетико Тукуман». 10 августа в матче против «Крусеро-дель-Норте» он дебютировал за новую команду. По окончании сезона клуб продлил аренду Эвангелисты. В 2015 году Фернандо помог «Атлетико Тукуман» выйти в элиту. 1 февраля 2017 года в матче против эквадорского «Эль Насьональ» он дебютировал в Кубка Либертадорес.

## Титулы
- Чемпион Примеры B Насьональ (1): 2015